# Karl Boella

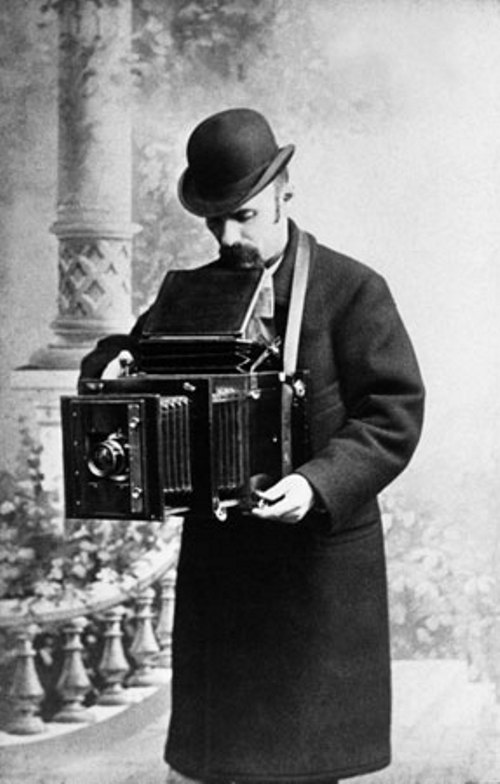
Zelfportret

Karl Karlovitsj Boella of Karl Ostwald Bulla (Russisch: Карл Карлович Булла) (Lübeck, 26 februari 1855 – Ösel, 28 november 1929) was een Russisch fotograaf. Hij was een der eerste fotojournalisten in de wereld en wordt wel beschouwd als de ‘vader’ van de Russische reportage-fotografie.

## Leven en werk
Boella werd geboren in Lübeck. In 1865 liep hij van huis weg en vestigde zich in Sint-Petersburg. Na een klein bedrijfje te hebben gestart in fotografische materialen (van waaruit hij later ook belangrijke bijdragen leverde aan de ontwikkeling van de fototechniek), zette hij in 1875 zijn eerste fotostudio op. Vanaf 1886 kreeg hij permissie van de politie van Sint-Petersburg om overal foto’s te maken, waarna hij zijn naam als reportagefotograaf vestigde. Zijn journalistieke foto’s prijkten vervolgens veelvuldig in belangrijke tijdschriften (Russische zowel als buitenlandse) en vanaf 1894 bijvoorbeeld ook op talloze postkaarten. Al snel kreeg hij de naam de beste fotograaf van Sint-Petersburg te zijn.
In 1896 werd Boella de titel ‘Fotograaf van het Keizerlijk Hof’ verleend, waardoor hij steeds mogelijkheden kreeg om bij officiële gelegenheden de beste standplaats uit te zoeken. Ook kreeg hij in hetzelfde jaar formeel toestemming om foto’s te maken tijdens militaire exercities en de tewaterlating van schepen. Tussen 1904 en 1914 maakte hij veel foto’s die betrekking hebben op het krijgswezen: oefeningen, sportwedstrijden, parades, groepsfoto’s, inspecties, enzovoort. Boella was ook de eerste officiële fotograaf van de Russische Brandweer, de Peterburgse Hogescholen en de Openbare Bibliotheek. Op persoonlijke titel was hij verder regelmatig te gast bij beroemdheden als Lev Tolstoj en Ilja Repin, waar hij bekende reportages maakte. Buiten dat bleef Boella echter vooral ook bekend om zijn bijzondere aandacht voor het alledaagse en was hij bijvoorbeeld ook een der eersten die de industriële ontwikkeling fotografeerde. Veel van zijn foto’s illustreren ook prachtig de ontwikkeling van het politieke leven.

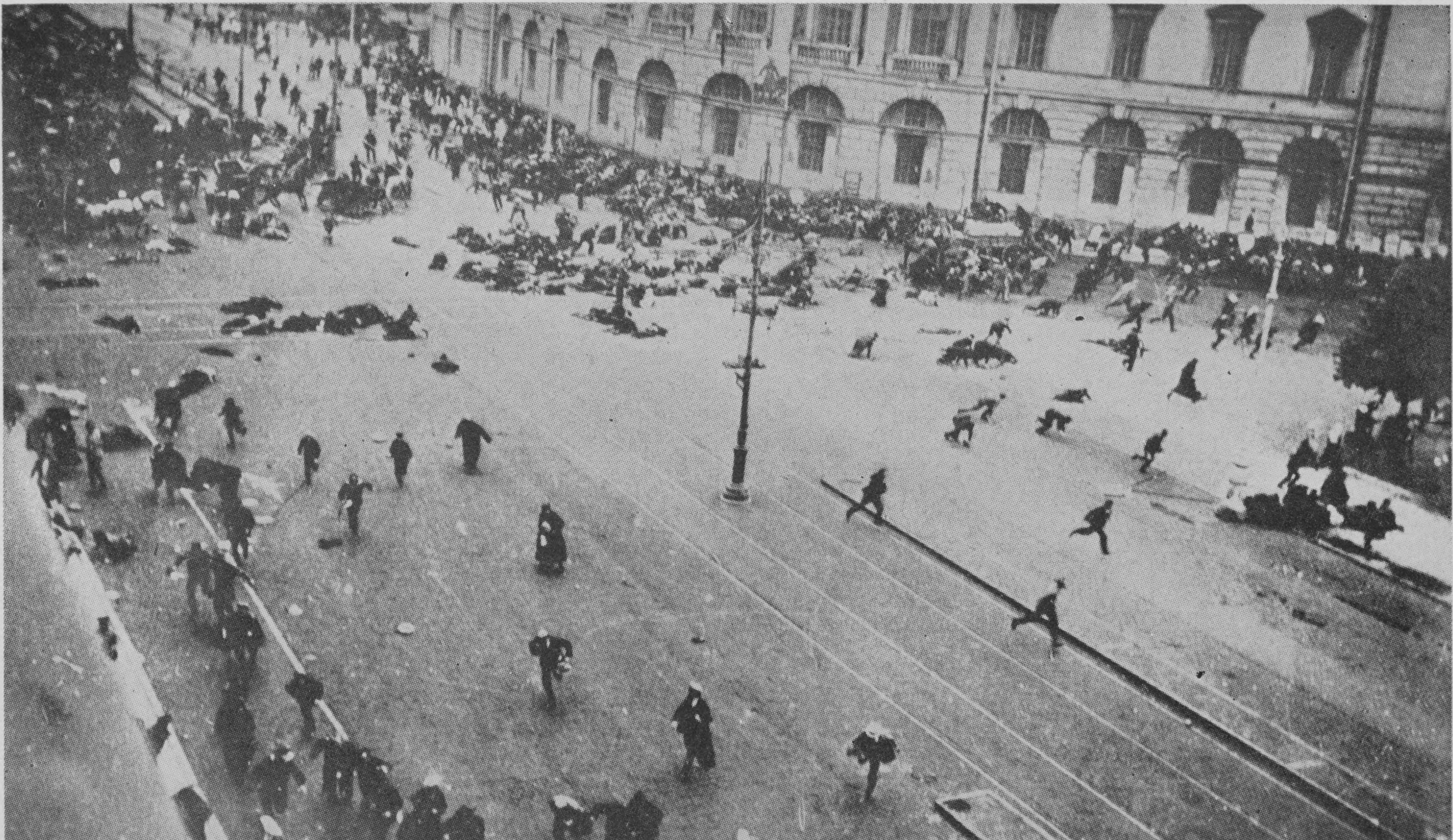
Rellen op de Nevski Prospekt, juli 1917, door Carl Boella's zoon Victor

Aan de werkzaamheden van Karl Boella kwam in 1916 een einde toen hij Sint-Petersburg verliet en zich vestigde op het Eiland Ösel (Saaremaa), waar hij in 1929 overleed. In 1935 droeg zijn zoon Victor 132.000 negatieven over aan het Russisch Staatsarchief.
In 2005 werd in de Hermitage te Sint-Petersburg een grootse expositie georganiseerd ter ere van Boella's 150e geboortedag en verschenen er ook diverse fotoboeken. Begin 2009 werd ook in de dependance van de Hermitage te Amsterdam een tentoonstelling van Boella. Zijn werk schetst een uniek caleidoscopisch beeld van het Rusland uit het einde van de negentiende- en het begin van de twintigste eeuw.

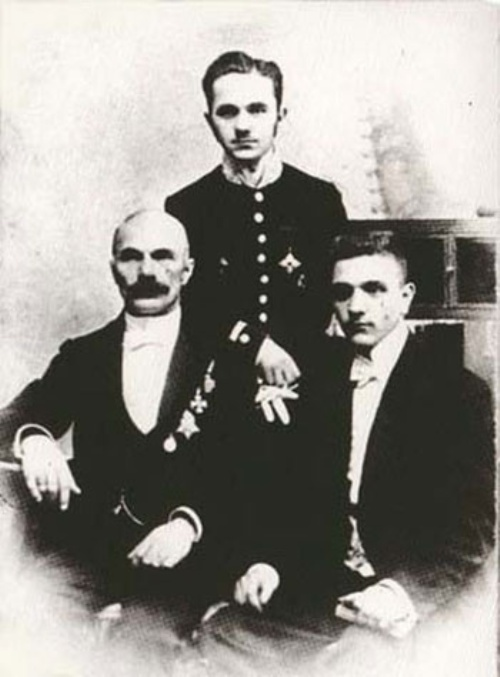
Karl en zijn zonen Aleksander (m), Victor (r), 1910

## Boella en Zonen
Karl Boella stond te boek als een groot ondernemer en bouwde zijn fotostudio uit tot een klein imperium, 'Boella en zonen', samen met zijn zoons Aleksander (1881-1943) en Victor (1883-1938), eveneens geroemde fotografen (Aleksander specialiseerde zich aanvankelijk in studio-opnamen en in de jaren twintig als fotoreporter, Victor verwierf bekendheid als fotojournalist tijdens de Russische Revolutie en de Russische Burgeroorlog en maakte ook enkele bekende foto’s van Lenin). Het leven van de twee zoons Boella eindigde echter tragisch. Aleksander werd begin jaren dertig gearresteerd en verbannen naar de eerste Goelag-kampen, van waaruit hij onder andere werkte aan de aanleg van het Witte Zeekanaal. Victor werd in 1938 tijdens de grote zuivering gearresteerd als Duits spion en vervolgens geëxecuteerd.

## Fotogalerij

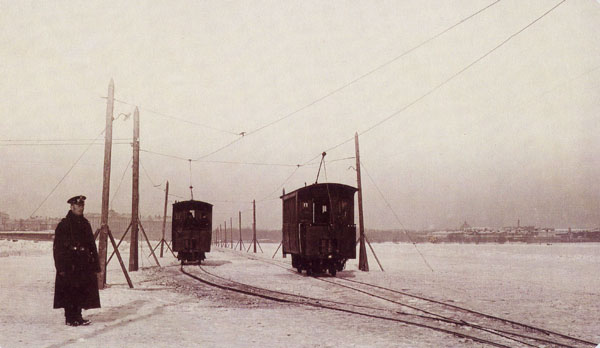
Trams op de bevroren Neva, tegen 1900
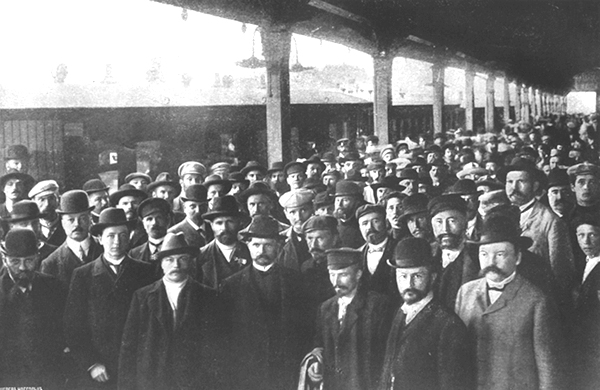
Afgevaardigden van de buiten functie gezette Staatsdoema arriveren te Vyborg, 1906
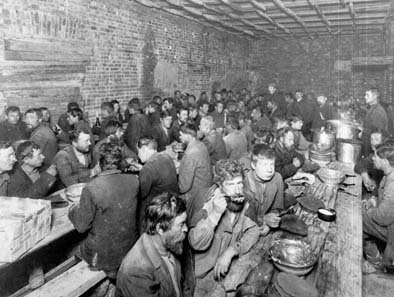
Thuislozenopvang, 1910
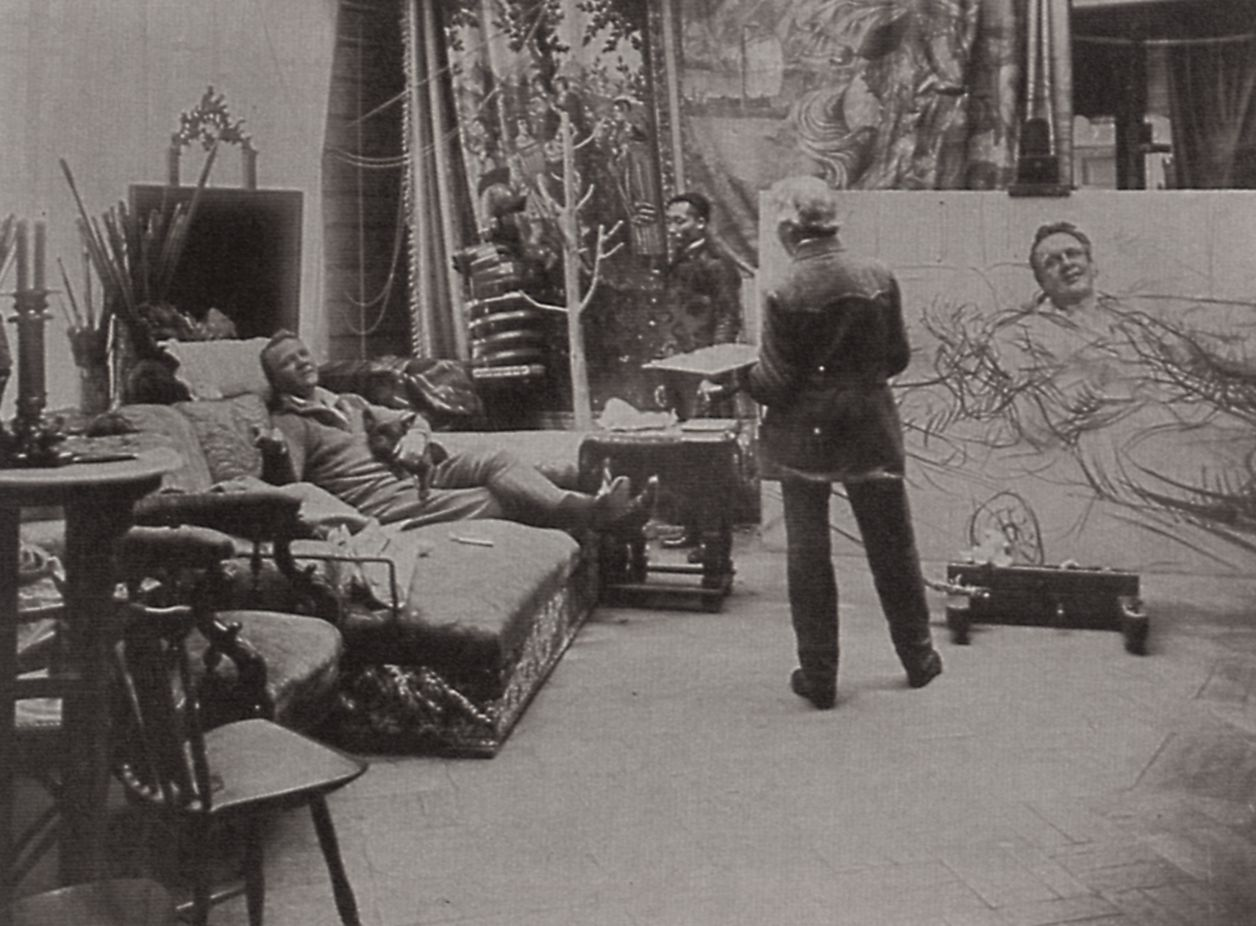
Repin schildert Fjodor Sjaljapin, 1915
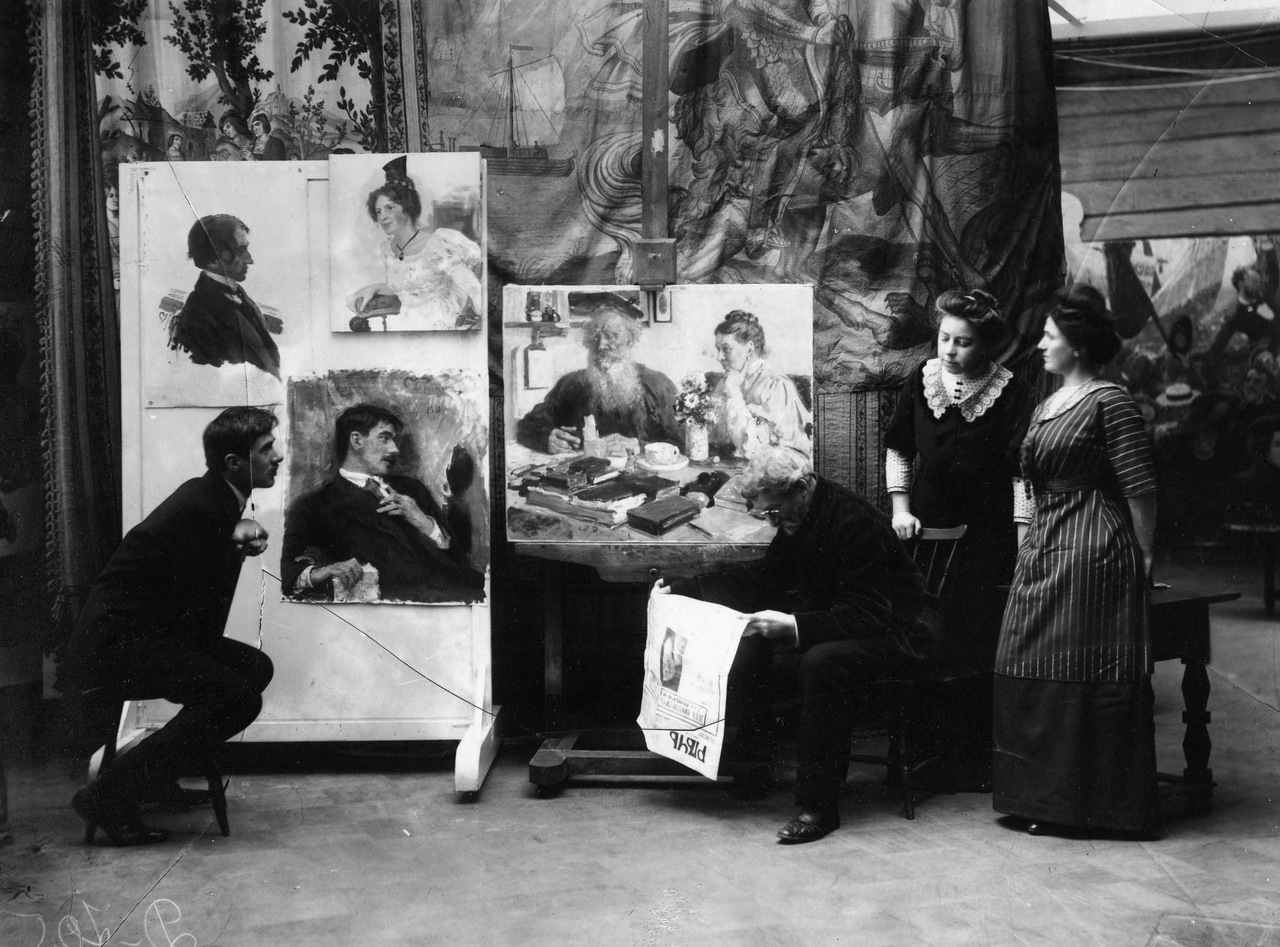
Repin leest bericht Tolstojs dood. Aanwezig: Tsjoekovski en Repins vrouw. 1910
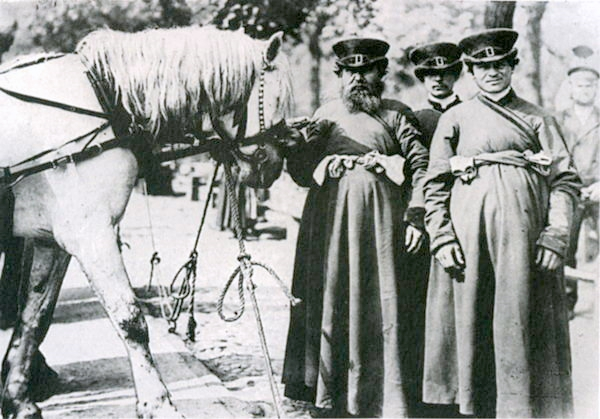
Koetsiers, 1902
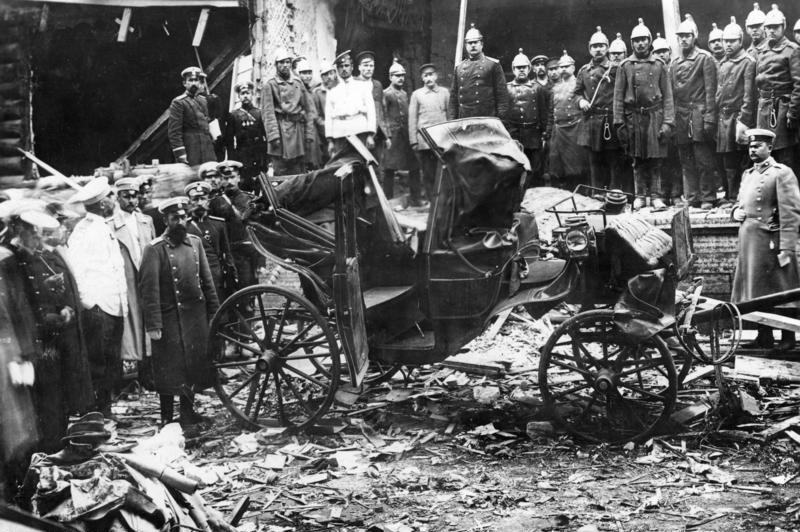
Aanslag op Stolipin, 1906
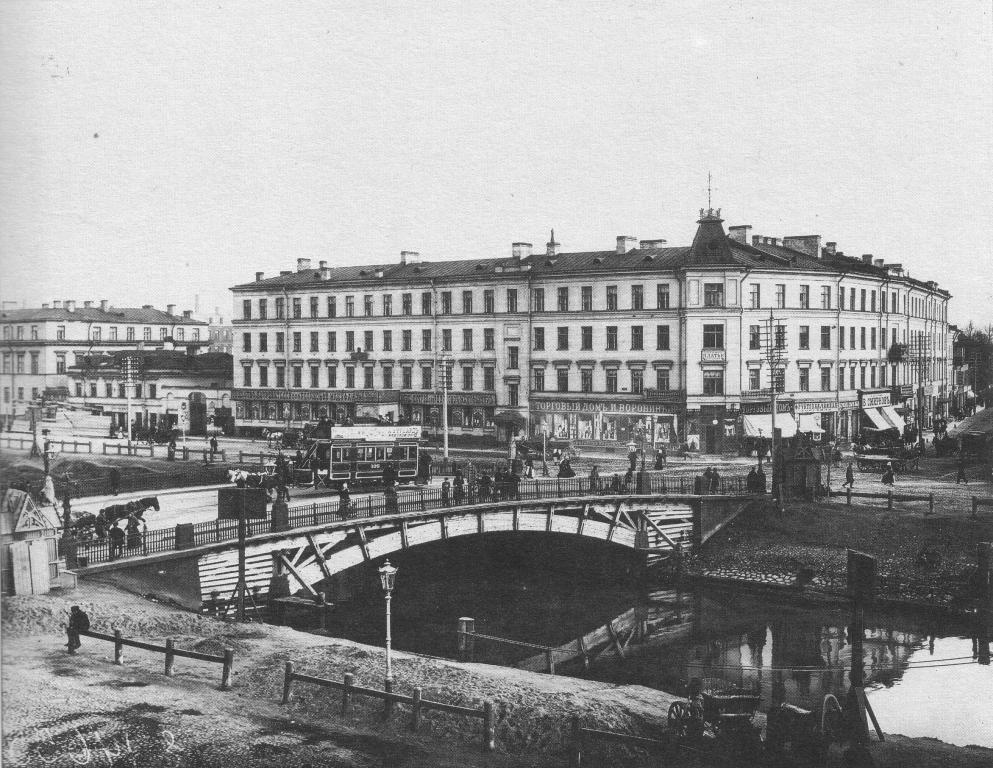
Paardentram op de Kalinkin brug, begin 1900
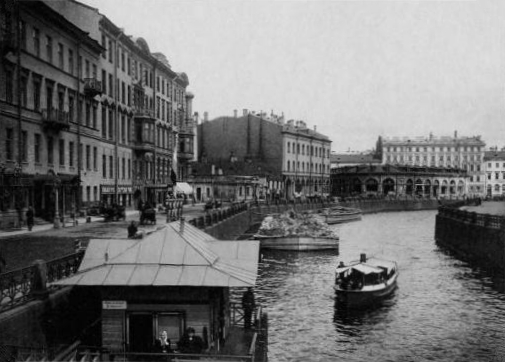
Ronde Markt, Sint-Petersburg, voor 1900
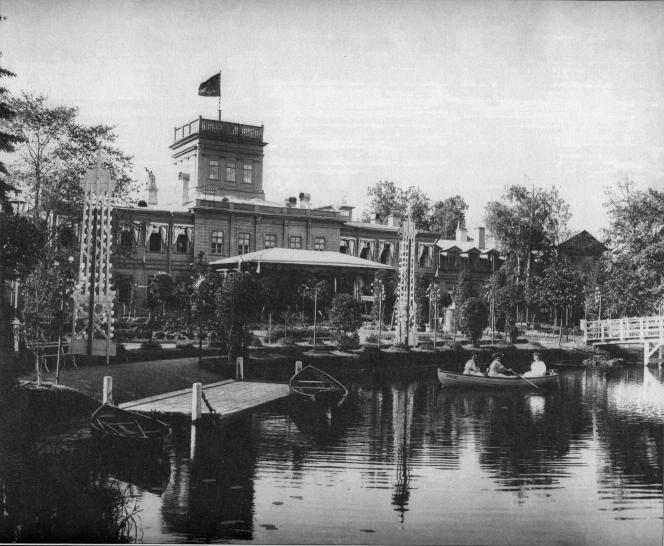
Sjeremetev-huis, Oeljanka, 1908
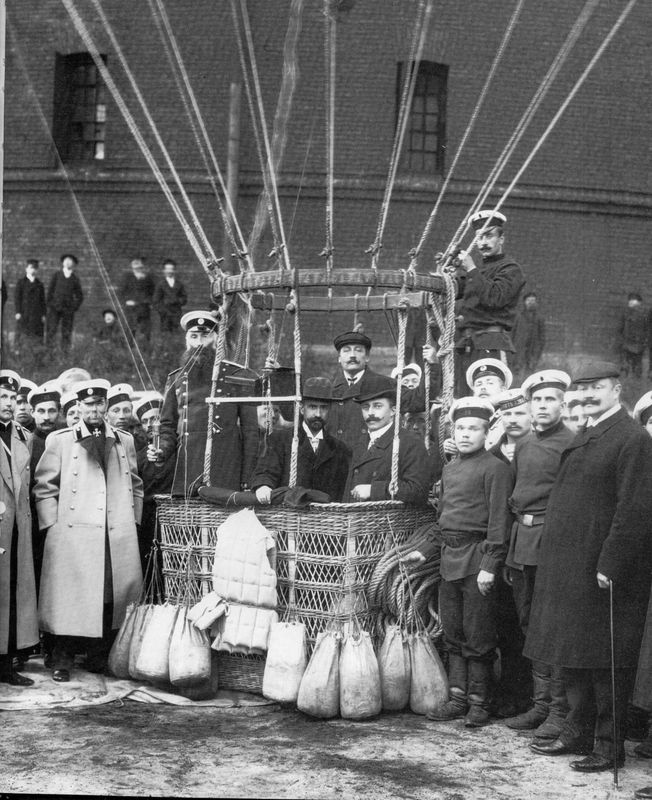
Balonvaart Netelo
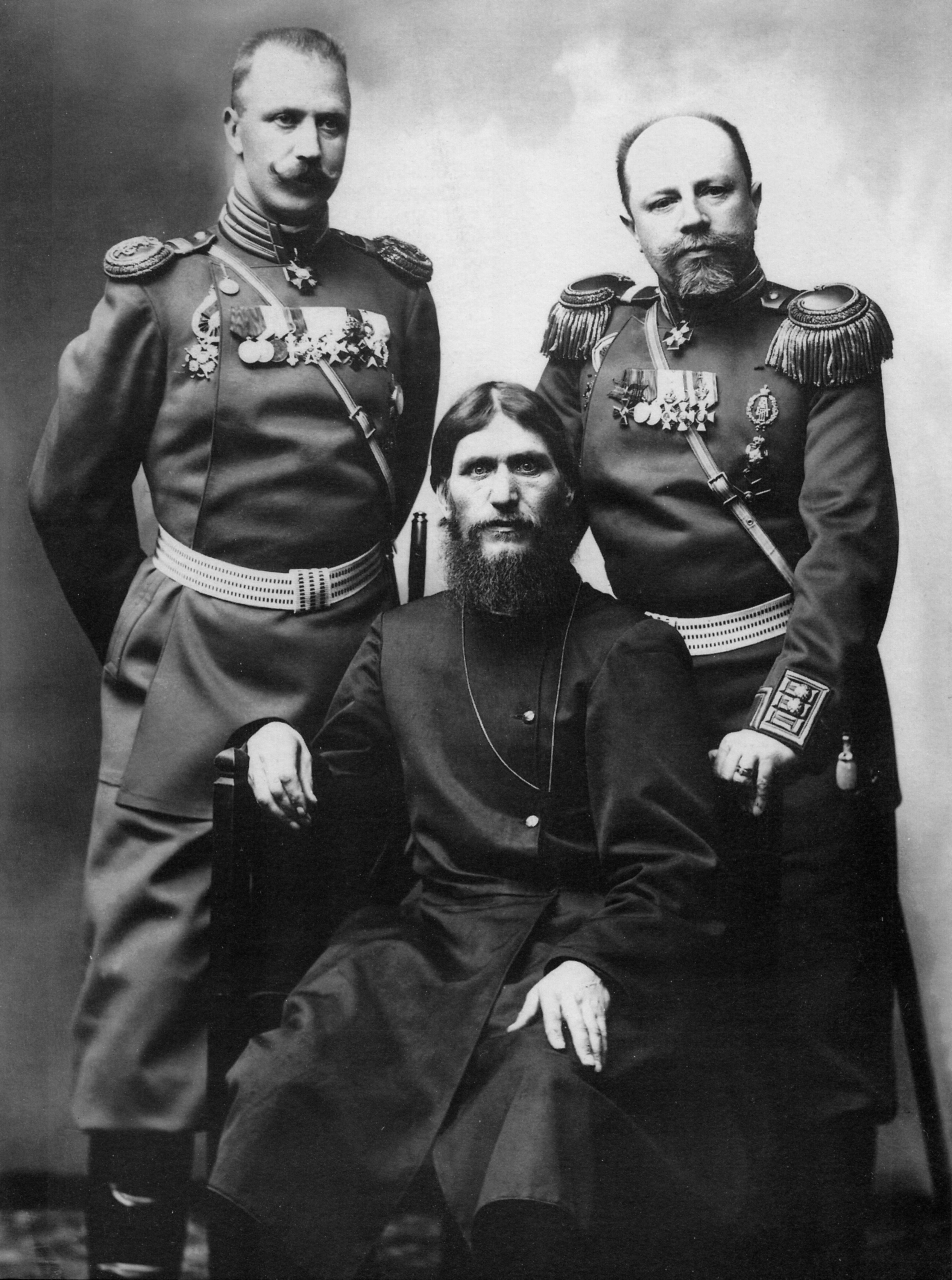
Grigori Raspoetin, majoor-generaal Poetjatin en kolonel Lotman, 1904
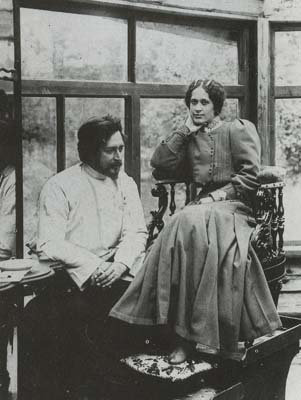
Leonid Andrejev en zijn vrouw Anna, 1903
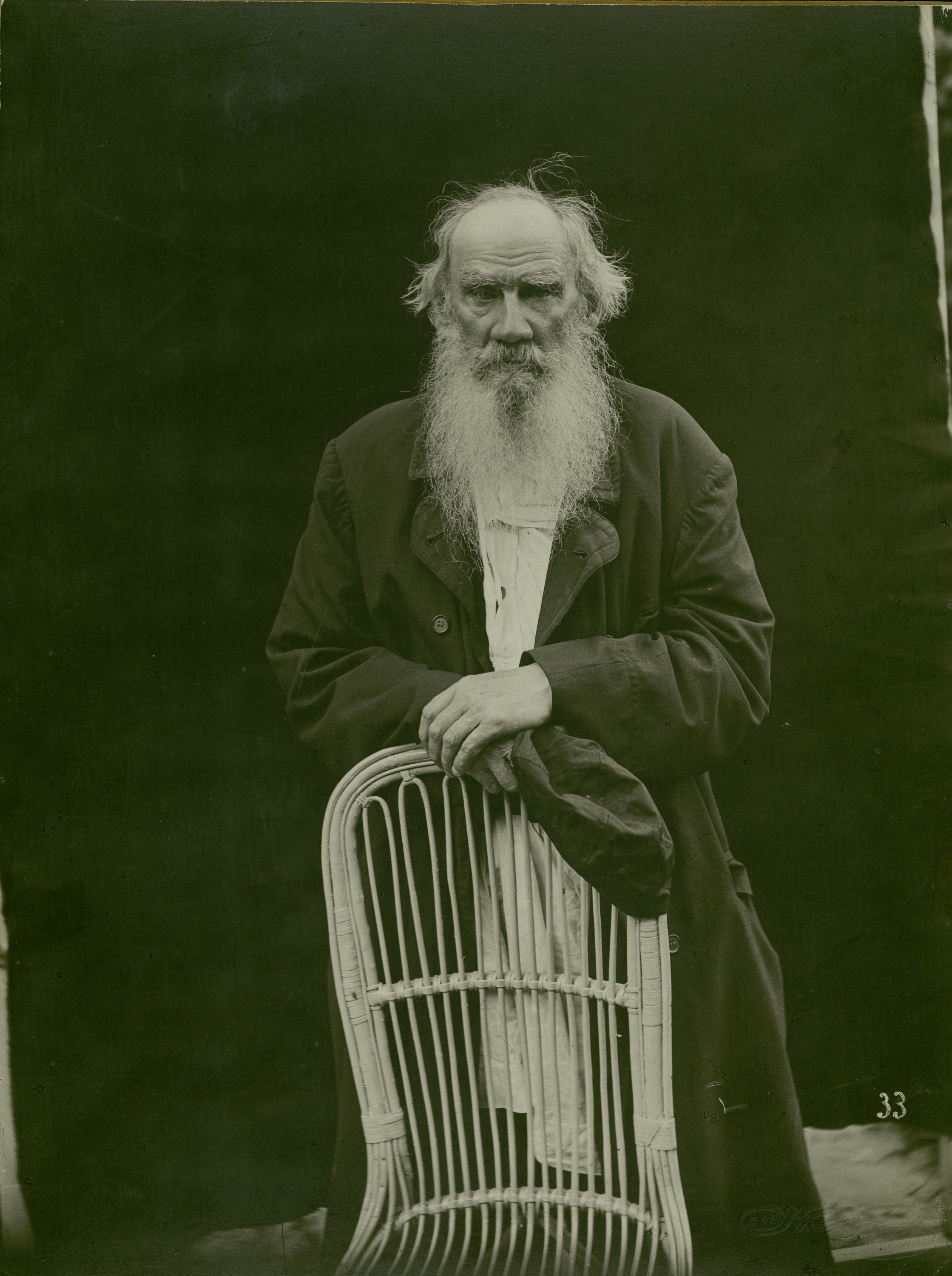
Lev Tolstoj, 1902
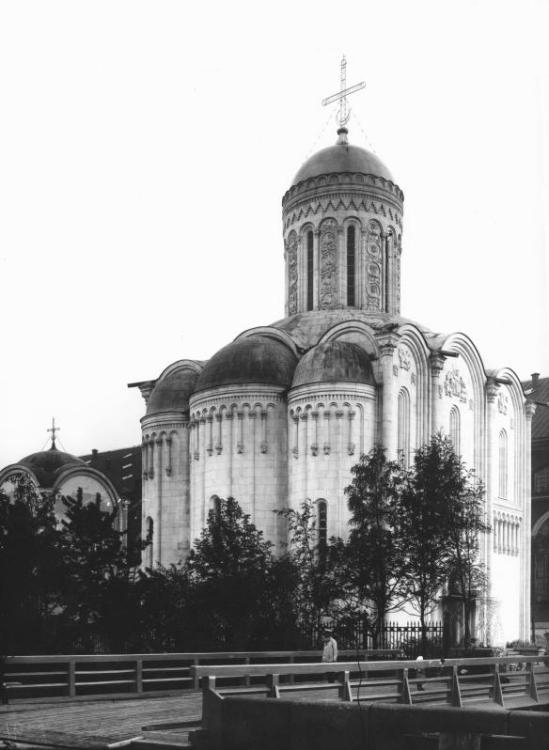
Christus Verlosserkathedraal (Moskou), 1911